# Coupe caribéenne des nations 2007
Navigation
Édition précédente Édition suivante
La Digicel Cup 2007 est la vingtième édition de la Coupe caribéenne des nations, compétition bisannuelle de football. Les quatre demi-finalistes sont qualifiés pour la Gold Cup 2007. Au total, 24 pays participent à cette compétition.
Ce tournoi 2006–2007 représente le plus important tournoi de football jamais réalisé dans les Caraïbes. Un plus grand nombre de matches internationaux sont joués dans plus d'îles, avec un plus grand nombre d'équipes.[pas clair]

## Récompenses
- Le vainqueur reçoit une prime de 120 000 $ US
- Le finaliste reçoit une prime de 70 000 $ US
- Le troisième reçoit une prime de 50 000 $ US
- Le quatrième reçoit une prime de 30 000 $ US
- Chaque pays hôte reçoit une prime d'organisation de 20 000 $ US (10 pays) et Trinité-et-Tobago reçoit une prime d'organisation de 150 000 $ US pour la phase finale.

## Qualifications
Trinité-et-Tobago est qualifié d'office pour la phase finale de la Digicel Cup en tant que pays organisateur.

### Pays non inscrits
Cinq pays ne se sont pas inscrits au tour préliminaire de la compétition :
- Aruba
- Guyane
- Montserrat
- Porto Rico
- Sint Maarten

### Premier tour

#### Résumé
Le premier tour voit se produire de notables surprises comme la domination du groupe A par le Guyana, et la débâcle des Antilles néerlandaises ne parvenant pas à gagner un seul match à domicile. Le Surinam s'est également qualifié pour le deuxième tour. Dans le groupe B, Antigua-et-Barbuda s'est qualifié in extremis aux dépens de Saint-Christophe-et-Niévès. La Barbade a remporté ce groupe. Le groupe C a vu le forfait des Îles Vierges britanniques avant le début du tournoi. Les Bermudes ont facilement dominé le groupe. La grosse surprise de ce premier tour fut l'élimination des hôtes du groupe D jamaïcains défaits par Saint-Vincent-et-les-Grenadines (2-1). Jouant leur va-tout lors du dernier match du groupe face à des Haïtiens presque qualifiés et qu'ils devaient battre par au moins trois buts d'écarts, les Jamaïcains ne gagnèrent que 2-0 et finirent troisième du groupe derrière Saint-Vincent au nombre de buts marqués. Cuba, hôte du groupe E, remporta ce groupe aisément devant les Bahamas qui passèrent également en battant difficilement une surprenante équipe des îles Turques-et-Caïques (3-2). Dans le groupe F, les départements français de la Martinique et de la Guadeloupe ont continué facilement, avec l'équipe hôte guadeloupéenne gagnant le groupe.

#### Groupe A
- Tournoi aux Antilles néerlandaises au Ergilio Hato Stadion :

| Rang | Équipe                 | Pts | J | G | N | P | Bp | Bc | Diff |  | Résultats              |  |     |     |     |
| ---- | ---------------------- | --- | - | - | - | - | -- | -- | ---- |  | ---------------------- |  | --- | --- | --- |
| 1    | Guyana                 | 9   | 3 | 3 | 0 | 0 | 11 | 0  | +11  |  | Guyana                 |  | 5-0 | 1-0 | 5-0 |
| 2    | Suriname               | 6   | 3 | 2 | 0 | 1 | 2  | 5  | -3   |  | Suriname               |  |     | 1-0 | 1-0 |
| 3    | Grenade                | 1   | 3 | 0 | 1 | 2 | 1  | 3  | -2   |  | Grenade                |  |     |     | 1-1 |
| 4    | Antilles néerlandaises | 1   | 3 | 0 | 1 | 2 | 1  | 7  | -6   |  | Antilles néerlandaises |  |     |     |     |

| 6 septembre 2006 | Suriname | 0 - 5 | Guyana                                                                                 | Ergilio Hato Stadion, Willemstad |                            |
|                  |          |       | Gregory Richardson 4e Nigel Codrington 15e, 73e Randolph Jerome 42e Anthony Abrams 90e | Arbitrage : Rudolph Angela       | Arbitrage : Rudolph Angela |

| 6 septembre 2006 | Antilles néerlandaises | 1 - 1 | Grenade           | Ergilio Hato Stadion, Willemstad |                            |
|                  | Tyron Maria 1re        |       | Dennis Rennie 52e | Arbitrage : Willy Minyetty       | Arbitrage : Willy Minyetty |

| 8 septembre 2006 | Suriname            | 1 - 0 | Grenade | Ergilio Hato Stadion, Willemstad |                       |
|                  | Gorden Kinsaine 35e |       |         | Arbitrage : Lee Davis            | Arbitrage : Lee Davis |

| 8 septembre 2006 | Antilles néerlandaises | 0 - 5 | Guyana                                                                            | Ergilio Hato Stadion, Willemstad |                         |
|                  |                        |       | Nigel Codrington 35e, 58e Shawn Bishop 64e Anthony Abrams 84e Randolph Jerome 89e | Arbitrage : Felix Suazo          | Arbitrage : Felix Suazo |

- Les buteurs du match Antilles néerlandaises - Guyana diffèrent suivant deux sources : Shabazz guides Guyana to 5-0 win sur le site www.newsday.co.tt et Netherlands Antilles 0:5 Guyana sur le site www.soccer-db.info.

| 10 septembre 2006 | Grenade | 0 - 1 | Guyana           | Ergilio Hato Stadion, Willemstad |                            |
|                   |         |       | Shawn Bishop 46e | Arbitrage : Rudolph Angela       | Arbitrage : Rudolph Angela |

| 10 septembre 2006 | Antilles néerlandaises | 0 - 1 | Suriname             | Ergilio Hato Stadion, Willemstad |                         |
|                   |                        |       | Orlando Grootfaam 5e | Arbitrage : Felix Suazo          | Arbitrage : Felix Suazo |

#### Groupe B
- Tournoi à Antigua-et-Barbuda au Antigua Recreation Ground :

| Rang | Équipe                     | Pts | J | G | N | P | Bp | Bc | Diff |  | Résultats                  |  |     |     |     |
| ---- | -------------------------- | --- | - | - | - | - | -- | -- | ---- |  | -------------------------- |  | --- | --- | --- |
| 1    | Barbade                    | 7   | 3 | 2 | 1 | 0 | 11 | 3  | +8   |  | Barbade                    |  | 3-1 | 1-1 | 7-1 |
| 2    | Antigua-et-Barbuda         | 6   | 3 | 2 | 0 | 1 | 7  | 6  | +1   |  | Antigua-et-Barbuda         |  |     | 1-0 | 5-3 |
| 3    | Saint-Christophe-et-Niévès | 4   | 3 | 1 | 1 | 1 | 7  | 3  | +4   |  | Saint-Christophe-et-Niévès |  |     |     | 6-1 |
| 4    | Anguilla                   | 0   | 3 | 0 | 0 | 3 | 5  | 18 | -13  |  | Anguilla                   |  |     |     |     |

| 20 septembre 2006 | Barbade        | 1 - 1 | Saint-Christophe-et-Niévès | Antigua Recreation Ground Saint John's, Antigua-et-Barbuda Spectateurs : 300 Arbitre : Courtney Campbell (Jamaïque) |  |
|                   | Paul Ifill 42e |       | Atiba Harris 60e           | |  |

| 20 septembre 2006 | Antigua-et-Barbuda                                                     | 5 - 3 | Anguilla                                                          | Antigua Recreation Ground Saint John's, Antigua-et-Barbuda Spectateurs : 300 Arbitre : Enrico Wijngaarde (Suriname) |  |
|                   | Peter Byers 8e pen, 16e, 71e pen Tamarley Thomas 29e Jaime Thomas 90e+ |       | Gtaekward St. Hillaire 13e Kapil Assent 51e Richard O'Connor 90e+ | |  |

| 22 septembre 2006 | Anguilla            | 1 - 6 | Saint-Christophe-et-Niévès                                     | Antigua Recreation Ground StSaint John's, Antigua-et-Barbuda Spectateurs : 500 Arbitre : George Phillips (Grenade) |  |
|                   | Richard O'Connor 20 |       | George Isaac 14e, 68e, 79e Ian Lake 30e, 46e Jevon Francis 81e | |  |

| 22 septembre 2006 | Antigua-et-Barbuda | 1 - 3 | Barbade                                                | Antigua Recreation Ground Saint John's, Antigua-et-Barbuda Spectateurs : 2500 Arbitre : Hillaren Frederick (Îles vierges américaines) |  |
|                   | Peter Byers 16e    |       | Rashida Williams 47e Mark McCammon 56e Paul Lovell 89e | |  |

| 24 septembre 2006 | Antigua-et-Barbuda | 1 - 0 | Saint-Christophe-et-Niévès | Antigua Recreation Ground Saint John's, Antigua-et-Barbuda Spectateurs : 2800 Arbitre : Enrico Wijngaard (Suriname) |
|                   | Gason Gregory 76   |       |                            | |

| 24 septembre 2006 | Barbade                                                         | 7 - 1 | Anguilla         | Antigua Recreation Ground Saint John's, Antigua-et-Barbuda Spectateurs : ? Arbitre : Courtney Campbell (Jamaïque) |  |
|                   | Mark McCammon 35, 50, 87 Paul Ifill 40, 58, 87 Bryan Niblett 75 |       | Girdon Connor 46 | |  |

#### Groupe C
Joué aux îles Vierges des États-Unis au Lionel Roberts Park :
| Rang | Équipe                            | Pts | J | G | N | P | Bp | Bc | Diff |  | Résultats (▼ dom., ► ext.)  |  |     |     |
| ---- | --------------------------------- | --- | - | - | - | - | -- | -- | ---- |  | --------------------------- |  | --- | --- |
| 1    | Bermudes                          | 6   | 2 | 2 | 0 | 0 | 9  | 1  | +8   |  | Bermudes                    |  | 3-1 | 6-0 |
| 2    | République dominicaine            | 3   | 2 | 1 | 0 | 1 | 7  | 4  | +3   |  | République dominicaine      |  |     | 6-1 |
| 3    | Îles Vierges des États-Unis       | 0   | 2 | 0 | 0 | 2 | 1  | 12 | -11  |  | Îles Vierges des États-Unis |  |     |     |
|      | Îles Vierges britanniques forfait |     |   |   |   |   |    |    |      |  |                             |  |     |     |

| 27 septembre 2006 | République dominicaine | annulé | Îles Vierges britanniques | Lionel Roberts Park Saint-Thomas, îles Vierges des États-Unis |  |
|                   |                        |        |                           |                                                               |  |

| 27 septembre 2006 | Îles Vierges des États-Unis | 0 - 6 | Bermudes                                                                                 | Lionel Roberts Park Saint-Thomas, îles Vierges des États-Unis Spectateurs : 150 Arbitre : Royon Small (Barbade) |
|                   |                             |       | Kwame Steede 1re, 34e Domico Coddington 30e, 53e John Barry Nusum 37e Keith Jennings 87e | |

| 29 septembre 2006 | Bermudes | annulé | Îles Vierges britanniques | Lionel Roberts Park Saint-Thomas, îles Vierges des États-Unis |  |
|                   |          |        |                           |                                                               |  |

| 29 septembre 2006 | Bermudes                                       | 3 - 1 | République dominicaine | Lionel Roberts Park Saint-Thomas, îles Vierges des États-Unis Spectateurs : Arbitre : |  |
|                   | Anjaime Zuill 25 Darius Cox 48 Kwame Steede 55 |       | Jonathan Faña 85       |                                                                                       |  |

| 1er octobre 2006 | Îles Vierges des États-Unis | annulé | Îles Vierges britanniques | Lionel Roberts Park Saint-Thomas, îles Vierges des États-Unis |  |
|                  |                             |        |                           |                                                               |  |

| 1er octobre 2006 | Îles Vierges des États-Unis | 1 - 6 | République dominicaine                                                 | Lionel Roberts Park Saint-Thomas, îles Vierges des États-Unis Spectateurs : 250 Arbitre : Lee Travis (Trinité-et-Tobago) |  |
|                  | Bryce Pierre 7e             |       | Luis Corporan 14e Jonathan Faña 25e, 55e, 82e, 89e Kerbi Rodríguez 87e | |  |

#### Groupe D
- Tournoi en Jamaïque à l'Independence Park :

| Rang | Équipe                          | Pts | J | G | N | P | Bp | Bc | Diff |  | Résultats                       |  |     |     |     |
| ---- | ------------------------------- | --- | - | - | - | - | -- | -- | ---- |  | ------------------------------- |  | --- | --- | --- |
| 1    | Haïti                           | 6   | 3 | 2 | 0 | 1 | 11 | 3  | +8   |  | Haïti                           |  | 4-0 | 0-2 | 7-1 |
| 2    | Saint-Vincent-et-les-Grenadines | 6   | 3 | 2 | 0 | 1 | 10 | 5  | +5   |  | Saint-Vincent-et-les-Grenadines |  |     | 2-1 | 8-0 |
| 3    | Jamaïque                        | 6   | 3 | 2 | 0 | 1 | 7  | 2  | +5   |  | Jamaïque                        |  |     |     | 4-0 |
| 4    | Sainte-Lucie                    | 0   | 3 | 0 | 0 | 3 | 1  | 19 | -18  |  | Sainte-Lucie                    |  |     |     |     |

| 27 septembre 2006 | Haïti                                                                                        | 4 – 0 | Saint-Vincent-et-les-Grenadines | National Stadium Kingston Spectateurs : 3 000 Arbitre : Mark Forde (Barbade) |
|                   | Josué Mayard 18e Jean Baptiste Fritzson 54e Jean-Jacques Pierre 79e Herold Marc Gracien 90e+ |       |                                 |                                                                              |

| 27 septembre 2006 | Jamaïque                                                            | 4 – 0 | Sainte-Lucie | National Stadium Kingston Spectateurs : 4 000 Arbitre : Atilio Tamayo (Cuba) |
|                   | Wilfred Smith 3e Kevin Lamey 22e Demar Phillips 31e Kevin Lamey 36e |       |              |                                                                              |

| 29 septembre 2006 | Sainte-Lucie      | 1 – 7 | Haïti                                                                                                | National Stadium Kingston Spectateurs : Arbitre : |  |
|                   | Germal Valcin 90+ |       | Jamil Jean-Jacques 4, 14 Jean Baptiste Fritzon 17, 82 Mones Chery 42 Fabrice Noël 63 Josué Mayard 80 |                                                   |  |

| 29 septembre 2006 | Jamaïque       | 1 – 2 | Saint-Vincent-et-les-Grenadines | National Stadium Kingston Spectateurs : Arbitre : |  |
|                   | Roland Dean 73 |       | Wesley John 49 Kendall Velox 70 |                                                   |  |

| 1er octobre 2006 | Saint-Vincent-et-les-Grenadines                                                              | 8 – 0 | Sainte-Lucie | National Stadium Kingston Spectateurs : 3 000 Arbitre : Atilio Tamayo (Cuba) |
|                  | Andrew Douglas 11e Shandel Samuel 26, 42e, 56e, 76e, 90e + Wesley John 52e Renson Haynes 84e |       |              |                                                                              |

| 1er octobre 2006 | Jamaïque                            | 2 – 0 | Haïti | National Stadium Kingston Spectateurs : 3 000 Arbitre : Neal Brizan (Trinité-et-Tobago) |
|                  | Wilfred Smith 9e Fabian Dawkins 31e |       |       |                                                                                         |

#### Groupe E
- Tournoi à Cuba :

| Rang | Équipe                  | Pts | J | G | N | P | Bp | Bc | Diff |  | Résultats               |  |     |     |     |
| ---- | ----------------------- | --- | - | - | - | - | -- | -- | ---- |  | ----------------------- |  | --- | --- | --- |
| 1    | Cuba                    | 9   | 3 | 3 | 0 | 0 | 19 | 0  | +19  |  | Cuba                    |  | 6-0 | 6-0 | 7-0 |
| 2    | Bahamas                 | 6   | 3 | 2 | 0 | 1 | 6  | 9  | -3   |  | Bahamas                 |  |     | 3-2 | 3-1 |
| 3    | Îles Turques-et-Caïques | 3   | 3 | 1 | 0 | 2 | 4  | 9  | -5   |  | Îles Turques-et-Caïques |  |     |     | 2-0 |
| 4    | Îles Caïmans            | 0   | 3 | 0 | 0 | 3 | 1  | 12 | -11  |  | Îles Caïmans            |  |     |     |     |

| 2 septembre 2006 | Bahamas                                                  | 3 - 1 | Îles Caïmans      | Estadio Pedro Marrero La Havane, Cuba Spectateurs : ? Arbitre : Victor Stewart (Jamaïque) |  |
|                  | Arden Rivers 6 c.s.c. Ryan Moseley 35 Shemod Thompson 80 |       | Gary Whittaker 76 |                                                                                           |  |

| 2 septembre 2006 | Cuba                                                                               | 6 - 0 | Îles Turques-et-Caïques | Estadio Pedro Marrero La Havane, Cuba Spectateurs : ? Arbitre : Courtney Campbell (Jamaïque) |
|                  | Osvaldo Alonso 5 Rudy Lay Arencibia 19 Reinier Alcántara 20, 60, 75 Ramón Ocaña 86 |       |                         |                                                                                              |

| 4 septembre 2006 | Îles Caïmans | 0 - 2 | Îles Turques-et-Caïques             | Estadio Pedro Marrero La Havane, Cuba Spectateurs : 100 Arbitre : Howard Stennett (Jamaïque) |
|                  |              |       | Gavin Glinton 14 Maxime Fleuriot 72 |                                                                                              |

| 4 septembre 2006 | Cuba                                                                              | 6 - 0 | Bahamas | Estadio Pedro Marrero La Havane, Cuba Spectateurs : 100 Arbitre : Peter Prendergast (Jamaïque) |
|                  | Reinier Alcántara 22, 50, 63 Jaime Colomé 30 pen Ramón Ocaña 40 Ariel Martínez 42 |       |         |                                                                                                |

| 6 septembre 2006 | Îles Turques-et-Caïques | 2 - 3 | Bahamas                                       | Estadio Pedro Marrero La Havane, Cuba Spectateurs : 120 Arbitre : Courtney Campbell (Jamaïque) |  |
|                  | Gavin Glinton 51, 72    |       | Dalles Nassies 59 Happy Hall 63 Nesly Jean 87 |                                                                                                |  |

| 6 septembre 2006 | Cuba                                                                                        | 7 - 0 | Îles Caïmans | Estadio Pedro Marrero La Havane, Cuba Spectateurs : 120 Arbitre : Victor Stewart (Jamaïque) |
|                  | Reinier Alcántara 6 Ramón Ocaña 10, 34 Ariel Martínez 44, 57 Jaime Colomé 80 Jensy Muñoz 83 |       |              |                                                                                             |

#### Groupe F
- Tournoi en Guadeloupe au Stade René Serge Nabajoth du 20 au 24 septembre 2006 :

| Rang | Équipe       | Pts | J | G | N | P | Bp | Bc | Diff |  | Résultats    |  |     |     |     |
| ---- | ------------ | --- | - | - | - | - | -- | -- | ---- |  | ------------ |  | --- | --- | --- |
| 1    | Guadeloupe   | 9   | 3 | 3 | 0 | 0 | 6  | 0  | +6   |  | Guadeloupe   |  | 4-0 | 1-0 | 1-0 |
| 2    | Martinique   | 6   | 3 | 2 | 0 | 1 | 5  | 4  | +1   |  | Martinique   |  |     | 1-0 | 4-0 |
| 3    | Saint-Martin | 1   | 3 | 0 | 1 | 2 | 0  | 2  | -2   |  | Saint-Martin |  |     |     | 0-0 |
| 4    | Dominique    | 1   | 3 | 0 | 1 | 2 | 0  | 5  | -5   |  | Dominique    |  |     |     |     |

| 20 septembre 2006 | Guadeloupe  | 1 - 0 | Saint-Martin | Stade René Serge Nabajoth, Pointe-à-Pitre      |                                                |
|                   | Lamorne 85e |       |              | Spectateurs : 1 500 Arbitrage : Martin Charles | Spectateurs : 1 500 Arbitrage : Martin Charles |

| 20 septembre 2006 | Dominique | 0 - 4 | Martinique                                                          | Stade René Serge Nabajoth, Pointe-à-Pitre     |                                               |
|                   |           |       | Meslien 23e (pen.) · Du Fornier 43e · Sourava 63e · Saint-Louis 85e | Spectateurs : 1 000 Arbitrage : Francis Fanus | Spectateurs : 1 000 Arbitrage : Francis Fanus |

| 22 septembre 2006 | Martinique | 1 - 0 | Saint-Martin | Stade René Serge Nabajoth, Pointe-à-Pitre     |                                               |
|                   | Vaton 18e  |       |              | Spectateurs : 1 200 Arbitrage : Gilles Arthur | Spectateurs : 1 200 Arbitrage : Gilles Arthur |

| 22 septembre 2006 | Guadeloupe  | 1 - 0 | Dominique | Stade René Serge Nabajoth, Pointe-à-Pitre    |                                              |
|                   | D.Mocka 88e |       |           | Spectateurs : 1 100 Arbitrage : Brian Willet | Spectateurs : 1 100 Arbitrage : Brian Willet |

| 24 septembre 2006 | Dominique | 0 - 0 | Saint-Martin | Stade René Serge Nabajoth, Pointe-à-Pitre  |
|                   |           |       |              | Spectateurs : 500 Arbitrage : Brian Willet |

| 24 septembre 2006 | Guadeloupe                                | 4 - 0 | Martinique | Stade René Serge Nabajoth, Pointe-à-Pitre      |                                                |
|                   | Gotin 27e, 60e · Vertot 54e · D.Mocka 80e |       |            | Spectateurs : 2 500 Arbitrage : Charles Martin | Spectateurs : 2 500 Arbitrage : Charles Martin |

### Second tour
Trois groupes de quatre équipes sont tirés au sort aléatoirement, les deux premiers de chaque groupe sont qualifiés pour la phase finale avec Trinité-et-Tobago. Le groupe I est appelé le « groupe de la mort » en raison de la qualité du jeu proposée au premier tour par les quatre équipes qui le composent.
Les trois troisièmes de groupe de ce second tour joueront un tour supplémentaire dans une poule de trois pour se disputer la huitième et dernière place en phase finale de la Digicel Cup.

#### Groupe G:BarbadeetSaint-Vincent-et-les-Grenadines
- Joué à la Barbade au Barbados National Stadium :

| Rang | Équipe                          | Pts | J | G | N | P | Bp | Bc | Diff |  | Résultats                       |  |     |     |     |
| ---- | ------------------------------- | --- | - | - | - | - | -- | -- | ---- |  | ------------------------------- |  | --- | --- | --- |
| 1    | Barbade                         | 7   | 3 | 2 | 1 | 0 | 6  | 2  | +4   |  | Barbade                         |  | 3-0 | 1-1 | 2-1 |
| 2    | Saint-Vincent-et-les-Grenadines | 6   | 3 | 2 | 0 | 1 | 6  | 5  | +1   |  | Saint-Vincent-et-les-Grenadines |  |     | 3-0 | 3-2 |
| 3    | Bermudes                        | 4   | 3 | 1 | 1 | 1 | 5  | 4  | +1   |  | Bermudes                        |  |     |     | 4-0 |
| 4    | Bahamas                         | 0   | 3 | 0 | 0 | 3 | 3  | 9  | -6   |  | Bahamas                         |  |     |     |     |

| 19 novembre 2006 | Bermudes | 0 - 3 | Saint-Vincent-et-les-Grenadines                        | Barbados National Stadium Bridgetown, Barbade Spectateurs : ? Arbitre : ? |
|                  |          |       | Marlon James 58e Shandel Samuel 66e Shandel Samuel 77e |                                                                           |

| 19 novembre 2006 | Barbade                             | 2 - 1 | Bahamas              | Barbados National Stadium Bridgetown, Barbade Spectateurs : ? Arbitre : ? |  |
|                  | Norman Forde 38e Kenroy Skinner 44e |       | Nesly Jean 76e (pen) |                                                                           |  |

| 21 novembre 2006 | Bahamas | 0 - 4 | Bermudes                                                             | Barbados National Stadium Bridgetown, Barbade Spectateurs : ? Arbitre : ? |
|                  |         |       | Khano Smith 6e John Barry Nusum 11e Khano Smith 28e Kwame Steede 87e |                                                                           |

| 21 novembre 2006 | Barbade                                         | 3 - 0 | Saint-Vincent-et-les-Grenadines | Barbados National Stadium Bridgetown, Barbade Spectateurs : ? Arbitre : ? |
|                  | Dyson James 16e Norman Forde 34e Paul Ifill 60e |       |                                 |                                                                           |

| 23 novembre 2006 | Bahamas                                 | 2 - 3 | Saint-Vincent-et-les-Grenadines                          | Barbados National Stadium Bridgetown, Barbade Spectateurs :? Arbitre : ? |  |
|                  | Gavin Christie 55e Jonathon Moseley 65e |       | Shandel Samuel 56e Shandel Samuel 61e Wesley Charles 80e |                                                                          |  |

| 23 novembre 2006 | Barbade       | 1 - 1 | Bermudes             | Barbados National Stadium Bridgetown, Barbade Spectateur : ? Arbitre : ? |  |
|                  | Paul Ifill 4e |       | John Barry Nusum 42e |                                                                          |  |

#### Groupe H:GuyanaetGuadeloupe
Joué au Guyana au Bourda Cricket Ground :
| Rang | Équipe                 | Pts | J | G | N | P | Bp | Bc | Diff |  | Résultats              |  |     |     |     |
| ---- | ---------------------- | --- | - | - | - | - | -- | -- | ---- |  | ---------------------- |  | --- | --- | --- |
| 1    | Guyana                 | 9   | 3 | 3 | 0 | 0 | 13 | 2  | +11  |  | Guyana                 |  | 3-2 | 4-0 | 6-0 |
| 2    | Guadeloupe             | 6   | 3 | 2 | 0 | 1 | 8  | 4  | +4   |  | Guadeloupe             |  |     | 3-0 | 3-1 |
| 3    | République dominicaine | 3   | 3 | 1 | 0 | 2 | 2  | 7  | -5   |  | République dominicaine |  |     |     | 2-0 |
| 4    | Antigua-et-Barbuda     | 0   | 3 | 0 | 0 | 3 | 2  | 11 | -9   |  | Antigua-et-Barbuda     |  |     |     |     |

| 24 novembre 2006 | République dominicaine | 0 - 3 | Guadeloupe                                                 | Bourda Cricket Ground Georgetown, Guyana Spectateurs : 5 000 Arbitre : |
|                  |                        |       | Jocelyn Angloma 85e Dominique Mocka 88e Frederic Phaan 90e |                                                                        |

| 24 novembre 2006 | Guyana                                                                                       | 6 - 0 | Antigua-et-Barbuda | Bourda Cricket Ground Georgetown, Guyana Spectateur : 5 000 Arbitre : |
|                  | Gregory Richardson 3e, 12e Randolph Jerome 35e, 54e Nigel Codrington 75e Kayode Mckinnon 77e |       |                    |                                                                       |

| 26 novembre 2006 | République dominicaine                     | 2 - 0 | Antigua-et-Barbuda | Bourda Cricket Ground Georgetown, Guyana Spectateurs : 5 000 Arbitre : |
|                  | Kervin DeJesus 70e (pen) Darly Batista 81e |       |                    |                                                                        |

| 26 novembre 2006 | Guyana                                                   | 3 - 2 | Guadeloupe               | Bourda Cricket Ground Georgetown, Guyana Spectateurs : 5 000 Arbitre : |  |
|                  | Nigel Codrington 22e Gregory Richardson Nigel Codrington |       | Dominique Mocka 60e, 86e |                                                                        |  |

| 28 novembre 2006 | Antigua-et-Barbuda | 1 - 3 | Guadeloupe                                                   | Bourda Cricket Ground Georgetown, Guyana Spectateurs : 4 000 Arbitre : |  |
|                  | Gason Gregory 45e  |       | Gerald Gavarin 1re Jean Luc Lambourde 31e Gerald Gavarin 72e |                                                                        |  |

| 28 novembre 2006 | Guyana                                                                                    | 4 - 0 | République dominicaine | Bourda Cricket Ground Georgetown, Guyana Spectateurs : 4 000 Arbitre : |
|                  | Gregory Richardson 45e Randolph Jerome 50e Nigel Codrington 57e (pen) Collie Hercules 80e |       |                        |                                                                        |

#### Groupe I:CubaetMartinique
- Joué en Martinique au Stade d'Honneur de Dillon :

| Rang | Équipe     | Pts | J | G | N | P | Bp | Bc | Diff |  | Résultats  |  |     |     |     |
| ---- | ---------- | --- | - | - | - | - | -- | -- | ---- |  | ---------- |  | --- | --- | --- |
| 1    | Cuba       | 7   | 3 | 2 | 1 | 0 | 5  | 2  | +3   |  | Cuba       |  | 0-0 | 2-1 | 3-1 |
| 2    | Martinique | 7   | 3 | 2 | 1 | 0 | 2  | 0  | +2   |  | Martinique |  |     | 1-0 | 1-0 |
| 3    | Haïti      | 1   | 3 | 0 | 1 | 2 | 2  | 4  | -2   |  | Haïti      |  |     |     | 1-1 |
| 4    | Suriname   | 1   | 3 | 0 | 1 | 2 | 2  | 5  | -3   |  | Suriname   |  |     |     |     |

| 8 novembre 2006 | Haïti                     | 1 - 2 | Cuba                               | Stade d'Honneur de Dillon Fort-de-France, Martinique Spectateurs : 2 500 Arbitre : Victor Stewart (Jamaïque) |  |
|                 | Jean Baptiste Fritzon 87e |       | Yénier Márquez 20e Léster Moré 77e | |  |

| 8 novembre 2006 | Martinique         | 1 - 0 | Suriname | Stade d'Honneur de Dillon Fort-de-France, Martinique Spectateur : 2 500 Arbitre : Royon Small (Barbade) |
|                 | Rodrigue Audel 61e |       |          | |

| 10 novembre 2006 | Cuba                                              | 3 - 1 | Suriname          | Stade d'Honneur de Dillon Fort-de-France, Martinique Spectateurs : 3 200 Arbitre : Howard Stennett (Jamaïque) |  |
|                  | Yordinas Oropesa 4e, 27e Jaime Valencia 40e (pen) |       | Sergio Aroepa 90e | |  |

| 10 novembre 2006 | Martinique       | 1 - 0 | Haïti | Stade d'Honneur de Dillon Fort-de-France, Martinique Spectateur : 3 200 Arbitre : Timothy H. Wood (Saint-Vincent-et-les-Grenadines) |
|                  | Xavier Bullet 3e |       |       | |

| 12 novembre 2006 | Haïti                        | 1 - 1 | Suriname                     | Stade d'Honneur de Dillon Fort-de-France, Martinique Sectateurs : ? Arbitre : ? |  |
|                  | Jamil Jean-Jacques 78e (pen) |       | Vangellino Sastrodimedjo 75e |                                                                                 |  |

| 12 novembre 2006 | Martinique | 0 - 0 | Cuba | Stade d'Honneur de Dillon Fort-de-France, Martinique Spectateurs : ? Arbitre : ? |  |
|                  |            |       |      |                                                                                  |  |

### Troisième tour

#### Groupe J:Haïti
Haïti, la République dominicaine et les Bermudes, troisièmes de leur groupe respectif au second tour, se disputent la dernière place en phase finale. Après le forfait de la Dominique, le groupe se résume à une double confrontation Bermudes-Haïti.
| Rang | Équipe                         | Pts | J | G | N | P | Bp | Bc | Diff |  | Résultats (▼ dom., ► ext.) |     |     |
| ---- | ------------------------------ | --- | - | - | - | - | -- | -- | ---- |  | -------------------------- | --- | --- |
| 1    | Haïti                          | 6   | 2 | 2 | 0 | 0 | 5  | 0  | +5   |  | Haïti                      |     | 2-0 |
| 2    | Bermudes                       | 0   | 2 | 0 | 0 | 2 | 0  | 5  | -5   |  | Bermudes                   | 0-3 |     |
|      | République dominicaine forfait |     |   |   |   |   |    |    |      |  |                            |     |     |

| 7 janvier 2007 | Haïti                  | 2 - 0 | Bermudes | Stade Ato-Boldon, Couva |
|                | Cadet 9e · Lormera 72e |       |          |                         |

| 9 janvier 2007 | Bermudes | 0 - 3 | Haïti                          | Stade Ato-Boldon, Couva |
|                |          |       | Cadet 25e, 90e · Boucicaut 63e |                         |

## Phase finale
Trinité-et-Tobago qualifié en tant qu'organisateur ;  Cuba,  Martinique qualifiés du groupe I ;  Barbade et  Saint-Vincent-et-les-Grenadines qualifiés du groupe G ;  Guyana et  Guadeloupe qualifiés du groupe H ;  Haïti qualifié du groupe J.

### GroupeSedley Joseph
|   | Équipe            | Pts | J | G | N | P | BP | BC | Diff |
| - | ----------------- | --- | - | - | - | - | -- | -- | ---- |
| 1 | Trinité-et-Tobago | 7   | 3 | 2 | 1 | 0 | 9  | 3  | +6   |
| 2 | Haïti             | 6   | 3 | 2 | 0 | 1 | 4  | 3  | +1   |
| 3 | Martinique        | 3   | 3 | 1 | 0 | 2 | 4  | 8  | -4   |
| 4 | Barbade           | 1   | 3 | 0 | 1 | 2 | 3  | 6  | -3   |

| 12 janvier | Trinité-et-Tobago | 1 | 1 | Barbade    |
|            | Haïti             | 1 | 0 | Martinique |
| 15 janvier | Haïti             | 2 | 0 | Barbade    |
|            | Trinité-et-Tobago | 5 | 1 | Martinique |
| 17 janvier | Martinique        | 3 | 2 | Barbade    |
|            | Trinité-et-Tobago | 3 | 2 | Haïti      |

| 12 janvier 2007 | Trinité-et-Tobago | 1 - 1 | Barbade    | Hasely Crawford Stadium, Port-d'Espagne |                     |
|                 | Glasgow 31e       |       | Harvey 66e | Spectateurs : 8 000                     | Spectateurs : 8 000 |

| 12 janvier 2007 | Haïti      | 1 - 0 | Martinique | Hasely Crawford Stadium, Port-d'Espagne |                               |
|                 | Fucien 12e |       |            | Arbitrage : Courtney Campbell           | Arbitrage : Courtney Campbell |

| 15 janvier 2007 | Barbade | 0 - 2 | Haïti                         | Hasely Crawford Stadium, Port-d'Espagne |
|                 |         |       | Boucicaut 54e · Lormera 90+1e |                                         |

Match interrompu par une coupure de courant.
| 15 janvier 2007 | Trinité-et-Tobago                                        | 5 - 1 | Martinique | Hasely Crawford Stadium, Port-d'Espagne |                      |
|                 | Roberts 3e · Baptiste 36e, 75e (pen.) · Glasgow 47e, 83e |       | Bullet 16e | Arbitrage : M. James                    | Arbitrage : M. James |

| 17 janvier 2007 | Barbade                 | 2 - 3 | Martinique                              | Hasely Crawford Stadium, Port-d'Espagne |  |
|                 | Harvey 27e · Soares 42e |       | Percin 8e · Clementia 19e · Germany 32e |                                         |  |

| 17 janvier 2007 | Trinité-et-Tobago             | 3 - 1 | Haïti      | Hasely Crawford Stadium, Port-d'Espagne |                     |
|                 | Jemmot 14e · Glasgow 66e, 85e |       | Fucien 54e | Spectateurs : 8 500                     | Spectateurs : 8 500 |

### GroupeBobby Sookram
|   | Équipe                          | Pts | J | G | N | P | BP | BC | Diff |
| - | ------------------------------- | --- | - | - | - | - | -- | -- | ---- |
| 1 | Guadeloupe                      | 6   | 3 | 2 | 0 | 1 | 6  | 5  | +1   |
| 2 | Cuba                            | 4   | 3 | 1 | 1 | 1 | 4  | 2  | +2   |
| 3 | Guyana                          | 4   | 3 | 1 | 1 | 1 | 4  | 5  | -1   |
| 4 | Saint-Vincent-et-les-Grenadines | 3   | 3 | 1 | 0 | 2 | 2  | 4  | -2   |

| 14 janvier | Guadeloupe | 2 | 1 | Cuba                            |
|            | Guyana     | 0 | 2 | Saint-Vincent-et-les-Grenadines |
| 16 janvier | Guadeloupe | 3 | 4 | Guyana                          |
|            | Cuba       | 3 | 0 | Saint-Vincent-et-les-Grenadines |
| 18 janvier | Cuba       | 0 | 0 | Guyana                          |
|            | Guadeloupe | 1 | 0 | Saint-Vincent-et-les-Grenadines |

| 14 janvier 2007 | Cuba       | 1 - 2 | Guadeloupe                 | Stade Manny Ramjohn, Marabella |  |
|                 | Alonso 68e |       | Bizasène 29e · Angloma 85e |                                |  |

| 14 janvier 2007 | Guyana | 0 - 2 | Saint-Vincent-et-les-Grenadines | Stade Manny Ramjohn, Marabella |
|                 |        |       | S. Samuel 4e · Glynn 86e        |                                |

| 16 janvier 2007 | Guadeloupe                                          | 3 - 4 | Guyana                                            | Stade Manny Ramjohn, Marabella |  |
|                 | Loiseau 45e · J.L.Lambourde 54e · Raddas 87e (pen.) |       | Codrington 23e (pen.), 59e (pen.), 81e · Lowe 65e |                                |  |

| 16 janvier 2007 | Cuba                       | 3 - 0 | Saint-Vincent-et-les-Grenadines | Stade Manny Ramjohn, Marabella |
|                 | Moré 26e, 58e · Duarte 89e |       |                                 |                                |

| 18 janvier 2007 | Cuba | 0 - 0 | Guyana | Stade Manny Ramjohn, Marabella |  |
|                 |      |       |        |                                |  |

| 18 janvier 2007 | Guadeloupe  | 1 - 0 | Saint-Vincent-et-les-Grenadines | Stade Manny Ramjohn, Marabella |
|                 | D.Mocka 14e |       |                                 |                                |

### Demi-finales
| 20 janvier 2007 | Trinité-et-Tobago                             | 3 - 1 | Cuba       | Hasely Crawford Stadium, Port-d'Espagne |  |
|                 | Molina 41e (csc) · Glasgow 57e · Theobald 73e |       | Duarte 76e |                                         |  |

| 20 janvier 2007 | Guadeloupe    | 1 - 3 | Haïti                                | Hasely Crawford Stadium, Port-d'Espagne |                            |
|                 | Lambourde 83e |       | Cadet 56e · Fucien 66e · Fritzon 76e | Arbitrage : Roberto Moreno              | Arbitrage : Roberto Moreno |

### Match pour la troisième place
| 23 janvier 2007 | Cuba               | 2 - 1 | Guadeloupe | Hasely Crawford Stadium, Port-d'Espagne |                         |
|                 | Cervantes 24e, 48e |       | Raddas 52e | Arbitrage : Neal Brizan                 | Arbitrage : Neal Brizan |

### Finale
| 23 janvier 2007 | Haïti                      | 2 - 1 | Trinité-et-Tobago | Hasely Crawford Stadium, Port-d'Espagne |                                    |
|                 | Boucicaut 23e · Fucien 52e |       | Daniel 66e        | Arbitrage : Roberto Moreno Salazar      | Arbitrage : Roberto Moreno Salazar |

| Vainqueur de la Digicel Cup 2007 Haïti 2e titre |

## Qualifiés pour laGold Cup 2007
- Haïti
- Trinité-et-Tobago
- Cuba
- Guadeloupe

## Meilleurs buteurs
11 buts :
- Nigel Codrington

10 buts :
- Shandel Samuel

7 buts :
- Reinier Alcántara

6 buts :
- Paul Ifill
- Dominique Mocka
- Gary Glasgow

5 buts :
- Jonathan Faña
- Randolph Jerome
- Gregory Richardson

## Meilleurs buteurs en phase finale
6 buts :
- Gary Glasgow

4 buts :
- Brunel Fucien

3 buts :
- Nigel Codrington